# Tour de l'université technologique de Géorgie
La tour de l'université technologique de Géorgie est un gratte-ciel de 200 mètres pour 35 étages inauguré en 2012, à Batoumi en Géorgie. 
Elle comporte une grande roue incrustée dans sa façade. 